# 珀蒂特福雷
珀蒂特福雷（法語：Petite-Forêt，法語發音：[pətit fɔʁɛ]，意为“小森林”）是法国上法蘭西大區北部省的一个市镇，位于该省东部，瓦朗谢讷以西，属于瓦朗谢讷区。

## 地理
珀蒂特福雷（50°22'16"N, 3°28'28"E）面积4.55 平方千米，位于法国上法蘭西大區北部省，该省份为法国最北部的省份及最长的省份，西北濒北海，西接加来海峡省，南至埃纳省和索姆省，东与比利时接壤。
与珀蒂特福雷接壤的市镇（或旧市镇、城区）包括：赖姆、拉桑蒂内勒、瓦朗謝訥、昂赞、欧布里迪埃诺。
珀蒂特福雷的时区为UTC+01:00、UTC+02:00（夏令时）。

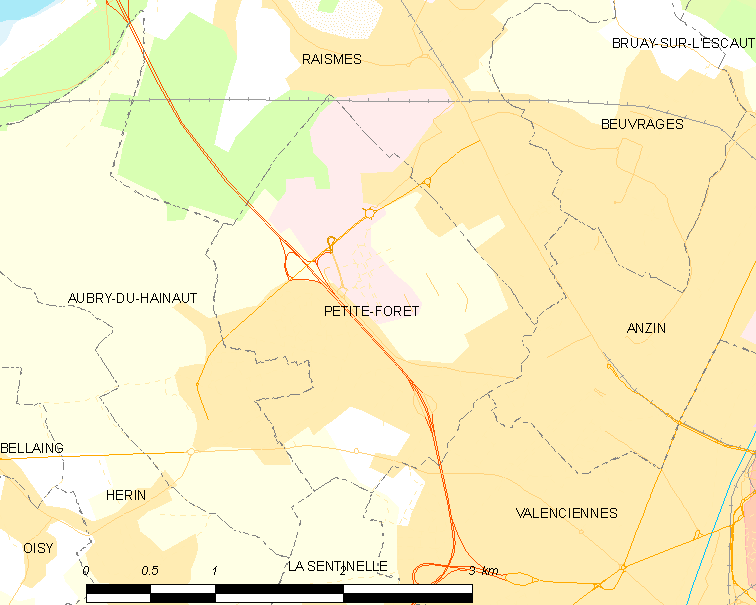
珀蒂特福雷的OSM定位图

## 行政
珀蒂特福雷的邮政编码为59494，INSEE市镇编码为59459。

## 政治
珀蒂特福雷所属的省级选区为欧努瓦莱瓦朗谢讷县。

## 人口

1962-2008年间珀蒂特福雷人口变化图示

珀蒂特福雷于2022年1月1日时的人口数量为5058人。